# پرسی آدلون
پرسی آدلون (آلمانی: Percy Adlon؛ ۱ ژوئن ۱۹۳۵–۱۰ مارس ۲۰۲۴) کارگردان فیلم، فیلم‌نامه‌نویس و تهیه‌کننده فیلم اهل آلمان بود. وی از سال ۱۹۷۵ میلادی تا زمان مرگش مشغول فعالیت بوده است.
او عضوی از جنبش سینمای نوین آلمان و به خاطر خلق شخصیت‌های زن قوی و ارائه تصاویر مثبت از روابط لزبین‌ها شناخته می‌شود.
از فیلم‌هایی که وی در آن‌ها نقش داشته است، می‌توان به کافه بغداد اشاره نمود.